# Вадовице
Вадовѝце (на полски: Wadowice) е град в Южна Полша, Малополско войводство. Административен център е на Вадовишки окръг и на градско-селската Вадовишка община. Заема площ от 10,54 км2. Градът е известен като родното място на папа Йоан Павел II.

## География
Градът е разположен край река Скава на 50 км югозападно от Краков.

## Население
Според данни от полската Централна статистическа служба, към 1 януари 2014 г. населението на града възлиза на 19 309 души. Гъстотата е 1 832 души/км2.

## Личности
Родени в града:
- Йоан Павел II (1920 – 2005), римокатолически духовник, римски папа
- Юзеф Гуздек, римокатолически духовник, полеви епископ на Полската войска

Други:
- Роман Пиндел, римокатолически духовник, белско-живешки епископ

## Фотогалерия
- Паметник на папа Йоан Павел II
- Панорамен въздушен изглед на Вадовице
- Църква „Св.ап. Петър“
- Площад „Йоан Павел II“
- Улица „Лвовска“